# Maria Amparo Muñoz e Bourbon
Maria Amparo dos Desamparados (em espanhol: María Amparo de los Desamparados) (Madri, 17 de novembro de 1834 – Paris, 19 de agosto de 1864), 1ª condessa de Vista Alegre, foi uma nobre espanhola, filha da rainha viúva Maria Cristina de Espanha e de seu segundo marido, Agustín Fernando Muñoz y Sánchez, duque de Riánsares.